# 延岡警察署
延岡警察署（のべおかけいさつしょ）は、宮崎県警察所管の警察署。署長の階級は警視。

## 所管区域
- 延岡市

## 所在地
- 宮崎県延岡市愛宕町3丁目143番地2

## 沿革
- 1877年（明治10年） - 鹿児島警視出張所延岡警視分署として設置される。
- 1883年（明治16年） - 宮崎県警察本署延岡警察署に改称。
- 1954年（昭和29年） - 警察法の施行により、延岡市警察に代わる形で設置。
- 1964年（昭和39年）3月 - 東本小路に新築移転。鉄筋コンクリート造の庁舎が完成。
- 2006年（平成18年）3月 - 愛宕町の新庁舎に移転。

## 交番
- 城山中央交番（延岡市船倉2丁目6番地12）
- 西階交番（延岡市西階町1丁目4159番地1）
- 延岡駅交番（延岡市幸町3丁目4273番地4）
- 一ヶ岡交番（延岡市北一ヶ岡4丁目3番4号）
- 南延岡交番（延岡市平原町5丁目744番地4）
- 和田越交番（延岡市稲葉崎町4丁目2065番地1）

## 駐在所
- 土々呂駐在所（延岡市土々呂町4丁目4390番地6）
- 上南方駐在所（延岡市細見町2971番地48）
- 東海駐在所（延岡市川島町1352番地21）
- 南方駐在所（延岡市松山町1081番地3）
- 島浦駐在所（延岡市島浦町680番地2）
- 北浦駐在所（延岡市北浦町古江2454番地1）
- 北方駐在所（延岡市北方町川水流卯1330番地2）
- 北川駐在所（延岡市北川町川内名7119番地6）
- 曽木駐在所（延岡市北方町曽木子1784番地1）